# Dworak szkoda
Dworak szkoda – incipit XV-wiecznego wiersza, którego przypuszczalnym autorem był starosta generalny poznański Ambroży Pampowski.
Utwór został zanotowany w 1495 lub 1496 roku w kalendarzu astrologicznym na lata 1488–1506, zatytułowanym Almanach magistri Johannis de Monte Regio ad annos XVIII accuratissime calculata. Almanach ten należał do Ambrożego Pampowskiego, który zapisywał na jego kartach wierszyki, recepty medyczne, horoskopy i inne uwagi osobiste. Wierszyk Dworak szkoda.. został dopisany pomiędzy tabelami przedstawiającymi lata 1495 i 1496. Inkunabuł ten jest przechowywany obecnie w Bibliotece Czartoryskich w Krakowie. Po raz pierwszy utwór opublikował Julian Tuwim w antologii Cztery wieki fraszki polskiej w 1937 roku.
Według Jacka Wiesiołowskiego utwór stanowi „wymieniankę charakterologiczną”: na przestrzeni czterech wersów wyliczono negatywne cechy chłopa, żebraka, mnicha, dworzanina i plebana, pozytywnie scharakteryzowano tylko kobiety. Wierszyk stanowi więc krytykę różnych warstw społecznych. Pod względem poetyckim nie posiada jednak większej wartości.